# Михаил Цветков
Михаил Цветков (на македонска литературна норма: Михаил Цветков) е политик от Северна Македония от Социалистическата партия на Македония.

## Биография
Роден е на 24 ноември 1954 година в Кратово. Завършва машинно инженерство през 1980 г. в Скопския университет. Магистър е по роботика (2014) от Скопския университет. През по-голямата част от живота си е работил във фабрика част от системата на РИК „Силекс“. От 1980 до 1981 г. е директор на фабриката „Силпен“ в Кратово. Между 1982 и 1985 г. е директор на Индустриалната зона „Крива река“. След това е назначен за директор на хидросистемата „Злетовица“. На 20 юни 2014 г. е избран за министър на земеделието, горите и водното стопанство.